# Thành ủy Huế
Thành ủy Huế hay còn được gọi Ban chấp hành Đảng bộ thành phố Huế, hay Đảng ủy thành phố Huế. Là cơ quan lãnh đạo cao nhất của Đảng bộ thành phố Huế giữa hai kỳ đại hội đại biểu Đảng bộ thành phố. Tiền thân của Thành ủy Huế là Tỉnh ủy Thừa Thiên Huế.
Đứng đầu Thành ủy là Bí thư Thành ủy và Ủy viên Trung ương Đảng Lê Trường Lưu.

## Lịch sử

### Trước 1930
Tháng 6/1925, Nguyễn Ái Quốc thành lập Hội Việt Nam Cách mạng Thanh niên tại Quảng Châu (Trung Quốc). Cuối tháng 2/1927, Kỳ bộ Việt Nam Cách mạng Thanh niên Trung Kỳ được thành lập với nhiệm vụ thay mặt và phát triển Hội ở Trung Kỳ. Tháng 7/1927 Tỉnh bộ lâm thời Thanh niên ở Huế được thành lập do Nguyễn Đức Tịnh làm Bí thư.
Trước khi thành lập Đảng, tại Thừa Thiên Huế đã có hàng loại đảng bộ các đảng cộng sản được thành lập. Tháng 8/1927, Tỉnh bộ Tân Việt Cách mệnh Đảng được thành lập tồn. Tháng 7/1929, Tỉnh bộ Đông Dương Cộng sản đảng được thành lập. Tháng 4/1929, Tỉnh bộ Đông Dương Cộng sản Liên đoàn được thành lập trên cơ sở Đảng bộ Tân Việt Cách mệnh Đảng.

### 1930-1945
Sau Hội nghị hợp nhất 3 tổ chức Cộng sản tại Hương Cảng (Trung Quốc). Tháng 3/1930, Bí thư Xứ ủy Trung Kỳ Nguyễn Phong Sắc đến Huế vận động thống nhất các tổ chức cộng sản ở Thừa Thiên Huế.
Tháng 4/1930, Hội nghị hợp nhất Tỉnh Đảng bộ Thừa Thiên đã họp bàn và tuyên bố thống nhất hai tổ chức cộng sản thành Tỉnh Đảng bộ Đảng Cộng sản Việt Nam tỉnh Thừa Thiên do Lê Viết Lượng làm Bí thư.
Trong giai đoạn từ 1930-1939, tỉnh ủy với vai trò lãnh đạo quần chúng tổ chức bãi khóa, biểu tình đòi quyền lợi cho người lao động và nhân dân. Với sự khủng bố ráo riết của thực dân Pháp, tỉnh ủy bị giải tán và thành lập nhiều lần.
Sau khi thế chiến 2 bùng nổ, với sự thất bại của Pháp tại chính quốc. Năm 1942, Hội nghị lập lại Đảng bộ Tỉnh được tổ chức, Ban chấp hành lâm thời Đảng bộ Thừa Thiên Huế được thành lập, Lê Tư Minh được bầu làm Bí thư.
Tỉnh ủy trong giai đoạn này gây dựng lại cơ sở đã bị giải tán trước đây, đồng thời lập nhiều cơ sở mới.
Sau khi Nhật đảo chính Pháp, và Nhật đầu hàng quân Đồng minh. Đầu tháng 8/1945, Trung ương Đảng ra chỉ đạo Tổng khởi nghĩa toàn quốc. Ngày 20/8/1945, Ủy ban khởi nghĩa tỉnh được thành lập. Ngày 23/8/1945, Cách mạng Tháng Tám tại Thừa Thiên Huế thành công và thành lập Ủy ban nhân dân cách mạng lâm thời tỉnh do Tôn Quang Phiệt làm Chủ tịch.

### 1945-1975
Theo thỏa thuận của phe Đồng minh tại Hội nghị Potsdam. Đầu tháng 9/1945, 5000 quân Trung Hoa Dân quốc đến Huế với nhiệm vụ giải giáp quân Nhật. Tháng 3/1946, 850 quân Pháp thay quân Trung Hoa Dân quốc kiểm soát tỉnh theo Hiệp ước Pháp - Hoa vào ngày 28/2/1946.
Tháng 7/1946, Hội nghị Cán bộ Đảng tỉnh Thừa Thiên được tổ chức. Hội nghị đã bầu Ban chấp hành Tỉnh ủy, Lê Tư Minh tiếp tục được bầu làm Bí thư Tỉnh ủy.
Trong giai đoạn 1946-1975, Thường vụ Tỉnh ủy trực tiếp chỉ đạo cuộc kháng chiến chống thực dân Pháp, Mỹ và Việt Nam Cộng hòa.

### 1975-nay
Sau khi thống nhất đất nước, thực hiện công cuộc xây dựng đất nước trong thời kỳ mới, 3 tỉnh Quảng Bình, Quảng Trị, Thừa Thiên Huế sáp nhập thành tỉnh Bình Trị Thiên.
Về mặt chính trị, hợp nhất 3 đảng bộ thành Đảng bộ Bình Trị Thiên. Ngày 6/3/1976, Ban Bí thư Trung ương Đảng ra quyết định số 2603/QN-NS/TW chỉ định Ban Chấp hành tỉnh Đảng bộ Bình Trị Thiên gồm 39 ủy viên chính thức; Nguyễn Hữu Khiếu làm Bí thư.
Tỉnh ủy được tái lập lại năm 1989 sau khi quyết định  tách tỉnh Bình Trị Thiên được ban hành. Năm 1991, Đại hội Đại biểu Đảng bộ tỉnh Thừa Thiên Huế được tổ chức.
1. ↑  "Bí thư tỉnh từng là Giám đốc Sở trẻ nhất nước: 'Nhũng nhiễu dân sẽ xử lý ngay'".